# Аббонданца, Марко
Марко Аббонданца (итал. Marco Abbondanza; родился 27 июня 1953 года, Неаполь, Италия) — итальянский врач-офтальмолог и глазной хирург, наиболее известный лечением кератоконуса, аномалий рефракции и катаракты.

## Ранние годы
Родился в Неаполе в семье Освальдо Аббонданца, итальянского инженер-изобретателя.
Окончил курс медицины и хирургии в университете Ла Сапиенца в 1983 году, в том же университете получил специализацию в клинической патологии и офтальмологии. В 1988 году после учёбы в МНТК «Микрохирургия глаза» в Москве под руководством Святослава Фёдорова освоил другие хирургические специализации. В 1997 году окончил два курса магистерской степени в офтальмологических методах инвазивной хирургии и офтальмологических методах неинвазивной хирургии в научно-исследовательском центре в университете Ла Сапиенца.

## Медицинская карьера
С 1984 года, вместе с группой итальянских врачей, Аббонданца изучал и разрабатывал новые послеоперационные процедуры по корректировке нарушений зрения, вызванных кератоконусом, и стабилизации развития патологии. В 1992 году Аббонданца стал одним из организаторов первого Теоретического и практического всемирного курса для пользователей эксимерных лазеров, прошедшего в Риме.
В 1993 году Аббонданца разработал новую хирургическую технику, улучшенную в 2005 году, и названную «мини асимметричной радиальной кератотомией» (MARC). Её отличие в использовании серии микроразрезов, от 1,75 до 2,25 мм, выполняемых с помощью алмазного скальпеля, в результате чего образуется контролируемое рубцевания зоны роговицы, поражённой кератоконусом, который меняет свою толщину и форму. Эта процедуры, проведённая правильно, способна исправить астигматизм и стабилизировать кератоконуса в первой и второй стадиях, что позволяет избежать пересадку роговицы. Аббонданца был первым, объединившим MARC и кросслинкинга роговичного коллагена при кератоконусе.
Как новатор в лечении близорукости, астигматизма, дальнозоркости, катаракты, Аббонданца стал первым хирургом в Европе, использовавшим в 1988 году технику радиальной кератокоагуляции. Он также первым в 1989 году ввёл в медицинскую практику в Италии эксимерный лазер и фоторефракционную кератэктомию, а в 2005 году — кросслинкинг роговичного коллагена для парахирургического лечения кератоконуса. Аббонданца является полноправным членом ряда научных организаций, в том числе Международного общества рефракционной хирургии (ISRS), Европейского общества катарактальной и рефракционной хирургии (ESCRS), Американской академии офтальмологии (AAO), Американского общества катарактальной и рефракционной хирургии (ASCRS) и Итальянского офтальмологического общества  (SOI).